# Caroline Corr
Caroline Georgina Corr (født 17. marts 1973), kærligt omtalt som "Chick with Stick", er en irsk sanger og trommeslager fra det keltiske folkrockband The Corrs. Udover trommer spiller Caroline også bodhrán, percussions og klaver. Hun blev sammen med sine søskende udnævnt til honorært MBE i 2005 af dronning Elizabeth II i anerkendelse af deres musikalske talent og deres velgørenhedsarbejde med at indsamle penge til Freeman Hospital i Newcastle (hvor deres mor blev behandlet), ofrene for Terrorangrebet i Omagh 15. august 1998 og andet velgørenhedsarbejde.

## Opvækst
Caroline blev født i Dundalk, County Louth på østkysten af Irland, omkring 80 km nord for Dublin. Hun er barn af Jean og Gerry Corr. Hun blev opdraget i et katolsk hjem. Caroline har tre søskende: en ældre søster Sharon Corr, en ældre bror Jim Corr og en lillesøster Andrea Corr. Hun gik på samme skole, Dun Lughaidh Convent, som hendes søstre. Caroline plejede at arbejde på McManus's, hendes tantes pub i Dundalk sammen med sine søstre.
Hendes forældre spillede ballader og folkemelodier med lokale bands, og dannede deres eget band kaldet Sound Affair. Jean sang og Gerry spillede keyboard og de optrådte med coverversioner af sange fra forskellige kendte bands. Caroline og hendes søskende blev opdraget med musik fra en ung alder, og rejste rundt med deres forældre til forskellige koncerter i deres stationcar.
Ligesom sine søskende lærte Caroline at spille klaver fra en ung alder af sin far Gerry. Hun lærte også at spille bodhrán ved at se videoer af traditionelle irske musikere der spillede på den.

## Karriere
Omkring 1990 dannede hun gruppen den keltiske folkrockgruppe The Corrs sammen med sine søskende. De opnåede stor succes i hele verden, men særligt i Irland. Inden bandet i 2006 valgte at holde pause for at stifte familier, nåede de at udgive fem studiealbum. Andrea og Sharon har begge efterfølgende haft en solokarriere.
Caroline fungerede som bandets trommeslager, men sang af og til også sange. Heriblandt en coverversion af Mary Blacks sang "No Frontiers", som blev optaget til en koncert i MTVs studier og udgivet på CD og DVD i 1999 som en del af MTV's Unplugged-serie.

## Privatliv
Corr giftede sig med sin kæreste gennem mange år Frank Woods d. 22. august 2002 i Mallorca, Spanien. Deres første barn Jake Gerard blev født 12. februar 2003 og det andet, Georgina, d. 11. oktober 2004. I forbindelse med fødslerne holdt Caroline pause fra The Corrs' aktiviteter. Den 1. december 2006 fødte hun parrets tredje barn; pigen Rihann.

## Diskografi

### Studiealbums
- Forgiven, Not Forgotten (1995)
- Talk on Corners (1997)
- In Blue (2000)
- Borrowed Heaven (2004)
- Home (2005)
- White Light (2015)
- Jupiter Calling (2017)

### Opsamlingsalbums
- 2001: Best of The Corrs
- 2006: Dreams: The Ultimate Corrs Collection
- 2007: The Works

### Livealbums
- 1997: The Corrs - Live
- 1999: The Corrs Unplugged
- 2002: VH1 Presents: The Corrs, Live in Dublin